# Hoang Co Minh
Hoang Co Minh (Chu nho: 黃機明), född 20 juni 1935, död 28 augusti 1987, var den första ordföranden för Việt Tân. Han valdes den 10 september 1982, när Việt Tân grundades. Många vietnamesiska utlandsstationerade anser honom ha varit en ledare för det antikommunistiska motståndet mot den vietnamesiska regeringen.